# Gladovec Kravarski
Gladovec Kravarski is een plaats in de gemeente Kravarsko in de Kroatische provincie Zagreb. De plaats telt 212 inwoners (2001).